# Jerry Denny
Jeremiah Dennis Denny (nascido Jeremiah Dennis Eldridge; 16 de março de 1859 em Nova Iorque – 16 de agosto de 1927 em Houston, Texas) foi um jogador profissional de beisebol que atuou como terceira base na Major League Baseball. Denny detém a distinção de ser o último jogador de posição das grandes ligas (exceto arremessadores) a jogar toda sua carreira sem usar uma luva de beisebol.
Em 13 anos de carreira profissional jogou pelo Providence Grays (1881–1885),  St. Louis Maroons (1886), Indianapolis Hoosiers (1888–1889), New York Giants (1890–1891),  Cleveland Spiders (1891), Philadelphia Phillies (1891) e Louisville Colonels (1893–1894). Após deixas as grandes ligas, Denny continuou jogando nas Liga menor de beisebol até 1902.